# Декабрист (пароход)
«Декабрист» (до 1903 «Викерстаун», до 1904 «Франш-Конте», до 1922 «Анадырь») — русский и советский грузопассажирский пароход, в качестве транспорта участвовал в Русско-японской и Великой Отечественной войнах.

## Строительство
Заложен 1902 году на верфи британской компании англ. Vickers, Sons and Maxim, Limited (ныне Vickers-Armstrongs) в городе Барроу-ин-Фернесс под временным названием «Викерстаун» (англ. Vickerstown), строительный № 286.
В 1903 году приобретён французским судовладельцем господином ля Булем из Гавра, переименован во «Франш-Конте» (фр. Franche-Comté). 27 апреля 1904 года пароход покинул верфь и направился во Францию. Но на переходе изменил пункт назначения и направился в Либаву, так как пароход был выкуплен Россией для нужд флота. К концу июня этого же года пароход был вооружён и включён в состав Балтийского флота Российской империи в качестве транспорта под названием «Анадырь».

## Описание
Полная вместимость 7363 брт. Главные размерения: 151,5 метра (145,01 по перпендикулярам); ширина 16,49 метра. Осадка 8,54 метра.
Главная энергетическая установка (ГЭУ) — котломашинная, состояла из двух паровых двигателей мощностью по 2300 и.л. с. (855 н.л. с.). Движителем являлись два винта фиксированного шага. Скорость под парами достигала 10 узлов.

## Служба

### В составе Балтийского флота Российской империи
13 июля 1904 года «Анадырь» включён в состав Второй эскадры Тихого океана под командованием капитана 2-го ранга В. Ф. Пономарёва в качестве транспорта снабжения и мастерской, был вооружён пятью французскими 57-мм пушками.

#### Переход на Дальний Восток России
28 сентября 1904 года эскадра вышла из Ревеля и, двумя колоннами ушла в Либаву. За «Анадырем» в правой колонне в кильватере следовал «Жемчуг». 2 октября Вторая Тихоокеанская эскадра четырьмя отдельными эшелонами вышла из Либавы для следования на Дальний Восток России. Третий эшелон кораблей возглавила «Аврора» в составе: миноносцев «Безупречный» и «Бодрый», ледокола «Ермак», транспортов «Анадырь», «Камчатка» и «Малайя». 3 октября после полудня эскадра прошла остров Борнхольм, а на следующий день на якоре выдержала небольшой шторм у маяка Факкебиерг. 7 октября русские корабли Большим Бельтом прошли к Скагену. Там третий эшелон был разделён на отряды. Со времени выхода из Либавы на эскадре установилась напряжённая обстановка, связанная с ожиданием японского нападения. На случай минных атак орудия постоянно находились в заряженном состоянии, а орудийная прислуга спала возле них.
На пути «Анадырь» зашёл в Танжер. Уходя из порта транспорт зацепил якорем телеграфный кабель.

Шестой день миновал, как мы вышли из Танжера. Между прочим, там мы оставили по себе нехорошую память: транспорт «Анадырь», снимаясь с якоря, зацепил лапой телеграфный кабель. Адмирал Рожественский, не придумав ничего другого, приказал разрубить кабель. Жители Танжера и всего края остались без телеграфного сообщения.— А. С. Новиков-Прибой. Цусима

#### Участие в Цусимском сражении
14 мая 1905 года, перед началом Цусимского сражения, шёл головным в колонне транспортов — на правом траверзе «Осляби» и «Олега». За ним шли «Иртыш», «Камчатка», «Корея», «Русь» и «Свирь».
Около 13:50 крейсер «Идзуми» попытался справа приблизиться к транспортам, но был обстрелян и подбит с «Владимира Мономаха», шедшего справа от колонны транспортов, также в его обстреле приняли участие «Олег» и «Аврора». Массовый крейсерский бой начался около 14:30, когда 3-й боевой отряд вице-адмирала С. Дева и 4-й отряд контр-адмирала С. Уриу, закончившие к этому времени обход с юга русской эскадры, открыли огонь по транспортам с дистанции около 40 кабельтов. В этот момент положение «Анадыря» и «Иртыша» стало критичным — в их трюмах находились запасы снарядов и пироксилина, и они могли взорваться от любого попадания. К 15:40 охранять транспорта остались «Дмитрий Донской» и «Владимир Мономах». В это время вспомогательный крейсер «Урал» получил подводную пробоину в носовой части с левого борта и поднял сигнал бедствия: «Имею пробоину, которую не могу заделать своими средствами». О. А. Энквист просигналил «Анадырю» оказать ему помощь. В 16:17 во время маневрирования, «Анадырь» столкнулся с буксирным пароходом «Русь», который получив две подводные пробоины, плохо управлялся и уходил из под обстрела к колонне броненосцев. Команда с «Руси» перебралась на «Свирь», а оставленный пароход потопили японские крейсера 6-го отряда. По другой версии, «Русь» затонула от пробоины в районе угольной ямы, которую проделал «Анадырь» своим форштевнем. За это время «Урал» получил ещё две подводные пробоины и, управляясь только машинами, навалился на корму крейсера «Изумруд», после чего застопорил ход. Людей с «Урала» приняли на «Анадырь», «Свирь» и миноносец «Грозный». «Анадырь» принял 337 человек (лейтенанты М. А. Кедров, М. Р. Анцев, прапорщик A. M. Шпернгер, врач Б. А. Гужевский, священник отец Маркел, 5 кондукторов, 325 нижних чинов и 2 вольнонаемных). Брошенный командой «Урал» оставался на плаву ещё до 17:40, пока его не потопили торпедой и огнём с японских броненосцев. Всё это время транспорта маневрировали под огнём беспорядочно, нарушали строй и мешали маневрировать свои же крейсерам.
Во время пятой фазы боя (17:42 — 19:12) транспорта «Анадырь», «Корея», «Свирь» и сильно повреждённый «Иртыш» находились левее четвёртой колонны, не соблюдая строй, так же там шли, не соблюдая строй, крейсера «Жемчуг», «Изумруд», «Алмаз», «Светлана», ещё левее шли несколько миноносцев.
По завершении основного боя «Анадырь», «Корея», «Свирь» и «Иртыш», потеряв в начале ночи крейсера и друг друга, разными путями направились на юг. «Иртыш», который был сильно повреждён и медленно заполнялся водой, направился к ближайшему берегу — Японии, чтобы в случае полного затопления корабля спасти команду. В темноте «Анадырь» встретил «Корею» и некоторое время они вместе следовали на юго-запад, но утром разделились — «Корея» из-за недостатка угля направилась в Шанхай.

Транспорты «Анадырь» и «Корея», отстав от эскадры, шли до девяти часов утра 15 мая вместе, а потом разошлись в разные стороны. Первый ушел в Россию с заходом на Мадагаскар, второй 17 мая пришел в Шанхай, где и был интернирован.— А. С. Новиков-Прибой. Цусима
«Анадырь», на борту которого оставалось около 7000 тонн угля для эскадры, ушёл, держась в стороне от оживлённых морских путей, на Мадагаскар (порт Диего Суарес), куда прибыл 14 июля, а оттуда отправился в Либаву, тем самым избежав интернирования. Во время всего сражения на «Анадыре» потерь в личном составе не было.

Корабль оказался единственным из уцелевших в бою, кто сумел избежать интернирования. По окончании войны он в ноябре 1905 г. вернулся на родину, доставив в Либаву 341 человек, спасенных с крейсера «Урал», весь свой груз не пригодившихся для эскадры снарядов, предназначавшихся для Владивостока запасных частей для машин броненосца «Бородино». Так транспорт «Анадырь» (его судьба и в дальнейшем была особо замечательной — он участвовал и во второй мировой войне) оказался в числе самых счастливых и наиболее удачно действовавших кораблей эскадры З. П. Рожественского.— P. M. Мельников [wunderwaffe.narod.ru/Magazine/BKM/Makarov/07.htm Броненосные крейсера типа «Адмирал Макаров»]

#### Дальнейшая служба
В 1915 году «Анадырь» прошел капитальный ремонт в Кронштадте.

### В составе Красного Балтийского флота и Мортрана и Трансбалта
В 1917 году участвовал в Февральской буржуазно-демократической революции.
В апреле 1918 года принял участие в Ледовом походе Красного Балтийского флота. С мая этого же года поставлен на хранение в порт Кронштадта. 9 октября 1918 года под новым названием «Декабрист» передан Мортрану, а 21 октября 1919 года возвращён в состав Красного Балтийского флота.
4 июня 1920 года передан Трансбалту.

### В составе Совторгфлота и Черноморского пароходства
В 1930-х годах «Декабрист» входил в состав Черноморской главной конторы Совторгфлота и Черноморского государственного морского пароходства с изменением порта приписки на Одесса.

### В составе Дальневосточного пароходства
В 1940 году пароход передан Дальневосточному государственному морскому пароходству с изменением порта приписки на Владивосток.

### Участие в Великой Отечественной войне
Во время Великой Отечественной войны транспорт выполнял экспортно-импортные перевозки в Северном бассейне и участвовал в конвоях PQ-6 и QP-5. «Декабрист» был потоплен 4 ноября 1942 года германской торпедоносной авиацией к югу от острова Надежды. В этот же день транспорт был исключён из списков флота потерянным в ходе боевых действий.

## Командный состав во время Цусимского похода и сражения
- Командир — капитан 2-го ранга Пономарёв, Владимир Фёдорович
- Старший офицер — капитан 2-го ранга Иванов, Александр Александрович
- Ревизор — мичман Корякин, Вениамин Апполонович
- Старший штурманский офицер — лейтенант Дмитриев, Иван Николаевич
- Младший штурманский офицер — прапорщик по морской части фон Левиз-оф-Менар, Карл Карлович
- Вахтенные начальники
  - Мичман Отт, Александр Владимирович
  - Мичман Манасеин, Александр Николаевич
  - Мичман барон Типольт, Николай Александрович
  - Мичман Буковский, Михаил Нарциссович
  - Мичман Бодиско, Алексей Дмитриевич
- Вахтенные офицеры
  - Подпоручик по Адмиралтейству Николаев, Павел Николаевич
  - Прапорщик по морской части Сорокин, Иван Григорьевич
  - Прапорщик по морской части Войткевич, Владимир Лукич
- Старший судовой механик — полковник КИМ Парфёнов, Иван Иванович
- Старший судовой механик — капитан КИМ Лавров, Сергей Флегонтович
- Трюмный механик — поручик КИМ Аристов, Дмитрий Владимирович
- Трюмный механик — штабс-капитан КИМ Тихомиров, Виктор Александрович
- Младший судовой механик — прапорщик по механической части Костин, Михаил Евдокимович
- Младший судовой механик — прапорщик по механической части Ющук Дмитрий И.
- Младший судовой механик — штабс-капитан КИМ Кирилов, Иван Иванович
- Судовой врач — надворный советник Ион, Эрнест-Готфрид-Эдуард Эрнестович
- Содержатель по шкиперской части — титулярный советник Сушинин, Фёдор Иванович

## Командный состав на момент гибели
- Капитан: капитан-лейтенант Беляев Степан Поликарпович
- Военный комендант: лейтенант Космовский Кирилл Илизарович
- Политрук военной команды сопровождения: политрук Третъяков Михаил Федотович